# Tylototriton taliangensis
Tylototriton taliangensis är en groddjursart som beskrevs av Liu 1950. Tylototriton taliangensis ingår i släktet Tylototriton och familjen vattensalamandrar. IUCN kategoriserar arten globalt som nära hotad. Inga underarter finns listade i Catalogue of Life.